# Shamsul Maidin
Shamsul Maidin (* 16. April 1966) ist ein ehemaliger singapurischer Fußballschiedsrichter. Der FIFA-Schiedsrichter gewann in der singapurischen Liga mehrere Preise als bester Schiedsrichter. Seine Teilnahme an der Fußball-Weltmeisterschaft 2006 war seine erste. Allerdings war Maidin schon beim Konföderationen-Pokal 2005 in Deutschland als Schiedsrichter tätig – ebenso im Jahre 2006 beim Afrika-Cup. Nach George Suppiah (WM 1974) ist er der zweite Schiedsrichter aus Singapur, der bei einer Fußball-Weltmeisterschaft als Unparteiischer tätig ist.
Bei der Fußball-WM 2006 leitete er die Spiele Trinidad und Tobago – Schweden (0:0), Mexiko – Angola (0:0) und Costa Rica – Polen (1:2).

## Auszeichnungen
- 1997 – Schiedsrichter des Jahres S. League
- 1998 – Schiedsrichter des Jahres S. League
- 1999 – Schiedsrichter des Jahres S. League
- 2001 – Schiedsrichter des Jahres S. League